# あおきさやか
あおき さやか（1972年10月19日 - ）は、日本の女性声優。
フリー。秋田県生まれ、茨城県古河市育ち。
1999年3月31日までは青木 静香（あおき しずか）の芸名で活動していた。

## 来歴
子供の頃から高くてか細い声で、当初は特段目立つ声ではなかったが、周囲が声変わりをしていくと共に嫌な言葉を浴びせられるようになり、声にコンプレックスを持つようになった。成人後もなお声をからかわれ続け、会社で電話対応を行った際には相手に子供と勘違いされることもあった。
そんな中、新聞で声優養成所の広告を発見し「こんなに声優っぽいと言われるくらいなら、本当になってやる！」と決意し、声優を目指し始める。
声の特性は基本的に一生変わらないと考え、自分の声を好きになろうと決意する。声優の勉強を始め、芝居に興味を持つようになり、マイクの前での経験を通じて初めてその魅力を知り、心から熱中したという。
茨城県立古河第三高等学校卒業。この縁で、第23回国民文化祭・いばらき2008における古河市でのイベントでは朗読を担当した。以前はトリトリオフィス、ぷろだくしょんバオバブ、ベルプロダクションに所属していた。

## 人物
『さくらももこ劇場 コジコジ』でデビュー作にして主演での声優デビューを果たす。
アニメ、映画、CMなどで活躍している。
Shizuka名義にて舞台のプロデュース公演を行っている。
『らいむいろ戦奇譚』での共演をきっかけに、相本結香、あおきさやか、笹島かほる、TSUBASAの4人で脱力系お笑いカルテット「T-KY'S（ティーキーズ）」を結成し、2008年から2010年8月まで、イベントやライヴ活動、インターネットラジオ『ラジオdeT-KY'S!!』の配信などで活動していた。
2010年10月より、相本結香、あおきさやか、笹島かほるの3人で「まじかる☆SKY」を結成し、イベント活動、インターネットラジオ『まじ☆すか通信』（2010年10月 - 2012年12月）、『まじ☆すか通信F’』（2013年1月 - ）の配信を行っている。
趣味は太極拳、形意拳、太極剣、八卦掌、手芸、読書。特技は猫のまねで猫をだますこと。資格・免許はヤマハエレクトーングレード6級、普通自動車免許、博物館学芸員資格、太極拳終南門派二段。声優にならなければ学芸員になりたかったとのことである。

## 出演
太字はメインキャラクター。

### テレビアニメ
時期不明
- しましまとらのしまじろう（くまのまーくん、子供）

1997年
- さくらももこ劇場 コジコジ（1997年 - 1999年、コジコジ）

1999年
- イソップワールド（パンピー）
- ちびまる子ちゃん（かなちゃん）

2000年
- ニャニがニャンだー ニャンダーかめん（水ウサギ族ルビット）

2001年
- Cosmic Baton Girl コメットさん☆（ラバピョン、今日子先生）
- ドラえもん（テレビ朝日版第1期）（英子）
- 爆転シュート ベイブレード（女性、レポーター）
- HELLSING（看護婦B）

2003年
- R.O.D -THE TV-（子供A）
- GAD GUARD（店員）
- ソニックX（クリーム・ザ・ラビット、クリームママ、電車の乗客、リリィ）
- 成恵の世界（森野とみ、生徒A）
- らいむいろ戦奇譚（福島絹）
- カレイドスター（子供）
- 無限戦記ポトリス（子供ポトリスA）

2004年
- Wind -a breath of heart-（藤宮わかば）
- ウォーターシップ・ダウンのうさぎたち（ピプキン）
- MONSTER（子供B）

2005年
- あたしンち（2005年 - 2009年、カーナビの声、アナウンス、機械の声）
- あまえないでよっ!!（2005年 - 2006年、子猫、赤ちゃん） - 2シリーズ
- SHUFFLE!（2005年 - 2007年、リシアンサス） - 2シリーズ

2006年
- 地獄少女 シリーズ（2006年 - 2009年、坂入多恵、松田涼美） - 2シリーズ
- 涼宮ハルヒの憂鬱（2006年 - 2009年、キョンの妹） - 2シリーズ
- 南の島の小さな飛行機 バーディー（ピピ、子アザラシ、子ガメ、ネズミ、もぐら）

2007年
- ef - a tale of memories.（2007年 - 2008年、麻生すみれ） - 2シリーズ
- クレヨンしんちゃん（2007年 - 2012年、リポーター、女性の声、駅アナウンス、女子アナ、店内アナウンス 他）
- 逮捕しちゃうぞ フルスロットル（雄太、修二）
- D.C.II 〜ダ・カーポII〜（2007年 - 2008年、天枷美夏、はりまお、仲居〈μ〉） - 2シリーズ
- ななついろ★ドロップス（雨森弥生）
- BACCANO! -バッカーノ!-（ミリア・ハーヴェント）

2008年
- ネオ アンジェリーク Abyss（エルヴィン） - 2シリーズ
- はっけん たいけん だいすき!しまじろう（あーくん）
- 美肌一族（子猫）

2009年
- 続 夏目友人帳（辰未）
- タユタマ -Kiss on my Deity-（オウ）
- 天体戦士サンレッド（2009年 - 2010年、ヘルウルフ、メイドA、しおり、新婚妻、女子高生1 他） - 2シリーズ

2010年
- デュラララ!!（ミリア・ハーヴェント）

2011年
- 俺たちに翼はない（アリス）
- 47都道府犬（秋田犬）

2012年
- 人類は衰退しました（妖精さん）

2013年
- D.C.III 〜ダ・カーポIII〜（江戸川四季、天枷美夏）

2015年
- 長門有希ちゃんの消失（キョンの妹）

### 劇場アニメ
- スプリガン（1998年、声）
- 涼宮ハルヒの消失（2010年、キョンの妹[15]）
- クレヨンしんちゃん 超時空!嵐を呼ぶオラの花嫁（2010年、金有電機CMナレーション）

### OVA
2000年
- ジョジョの奇妙な冒険 ADVENTURE（女、女生徒C）
- ファーストKiss☆物語 〜Kissからはじまる物語〜（女生徒B）

2004年
- Wind -a breath of heart-（藤宮わかば）
- らいむいろ戦奇譚 南国夢浪漫（福島絹）

2006年
- マリア様がみてる 3rdシーズン（インコ）

2008年
- 最終試験くじらProgressive（名雲紗絵）
- それいけ!アンパンマン ひらがなで遊ぼう（えっちゃん）

2015年
- 長門有希ちゃんの消失（キョンの妹）※単行本9巻オリジナルBD付き限定版

### Webアニメ
- あゆまゆ劇場（2006年、天川蛍）
- 最終試験くじら（2007年、名雲紗絵）
- 涼宮ハルヒちゃんの憂鬱（2009年、キョンの妹、ゲームの声）
- にょろーん ちゅるやさん（2009年、キョンの妹、ほこりちゃん）
- GJ8マン（2017年、はちごろう、ヤーコ）
- Youtubeオリジナル コジコジ（2019年、コジコジ）

### ゲーム
1998年
- Code R（榎本さゆり）

2000年
- さくらももこ劇場 コジコジ（コジコジ）

2001年
- てんたま（奈菜）

2003年
- Wind -a breath of heart-（藤宮わかば）
- ソニックバトル（クリーム・ザ・ラビット）
- ソニック ヒーローズ（クリーム・ザ・ラビット）
- My Merry Maybe（草津みのり）

2004年
- 水月 〜迷心〜（香坂マリア）
- スーパーロボット大戦GC（栗木容子 / クッキー）
- ソニックアドバンス3（クリーム・ザ・ラビット）
- らいむいろ戦奇譚☆純（福島絹）
- Summerラディッシュバケーション!!シリーズ（伊能理香）

2005年
- グリーングリーン3 ハローグッバイ（樫谷ちとせ）
- SHUFFLE! ON THE STAGE（リシアンサス）
- シャドウ・ザ・ヘッジホッグ（クリーム・ザ・ラビット）
- ソニック ラッシュ（クリーム・ザ・ラビット）
- My Merry May with be（草津みのり）

2006年
- スーパーロボット大戦XO（栗木容子 / クッキー）
- ソニックライダーズ（クリーム・ザ・ラビット）
- はるのあしおと -Step of Spring-（楠木あおい）

2007年
- きると 貴方と紡ぐ夢と恋のドレス（カナミ）
- サモンナイト ツインエイジ 〜精霊たちの共鳴〜（アイン）
- 涼宮ハルヒの約束（キョンの妹）
- ソニックと秘密のリング（クリーム・ザ・ラビット）
- ななついろ★ドロップス pure!!（雨森弥生）
- 熱帯低気圧少女（嵐山ともえ）
- マリオ&ソニック AT 北京オリンピック（クリーム・ザ・ラビット）※ゲスト出演
- 最終試験くじら Alive（くじらの少女、名雲紗絵、謎の少女）

2008年
- 涼宮ハルヒの戸惑（キョンの妹）
- ソニックライダーズ シューティングスターストーリー（クリーム・ザ・ラビット）
- D.C.II P.S. 〜ダ・カーポII〜 プラスシチュエーション（天枷美夏、はりまお、μ、ミアキ）

2009年
- スーパーロボット大戦NEO（栗木容子）
- 涼宮ハルヒの激動（キョンの妹）
- 涼宮ハルヒの直列（キョンの妹）
- 涼宮ハルヒの並列（キョンの妹）
- なりそこない英雄譚〜太陽と月の物語〜（プディング）
- マリオ&ソニック AT バンクーバーオリンピック（クリーム・ザ・ラビット）※ゲスト出演

2010年
- 家族計画（王春花）※PSP版
- スズノネセブン! 〜Rebirth knot〜（代官山すみれ）
- ソニック カラーズ（クリーム・ザ・ラビット）※ニンテンドーDS版のみ。
- ソニック フリーライダーズ（クリーム・ザ・ラビット）
- D.C.I&II P.S.P 〜ダ・カーポI&II〜 プラスシチュエーション ポータブル（天枷美夏）
- uni.（秋月帆佳）

2011年
- 涼宮ハルヒちゃんの麻雀（キョンの妹）
- 涼宮ハルヒの追想（キョンの妹）
- ソニック ジェネレーションズ（クリーム・ザ・ラビット）
- マリオ&ソニック AT ロンドンオリンピック（クリーム・ザ・ラビット）※ゲスト出演

2012年
- 水平線まで何マイル? -ORIGINAL FLIGHT-（宮前朋夏）
- D.C.III 〜ダ・カーポIII〜（江戸川四季、エト、天枷美夏）
- 電波人間のRPG2（つきよ）

2013年
- スーパーロボット大戦Operation Extend（栗木容子）
- D.C.III Plus 〜ダ・カーポIII〜プラス（江戸川四季、エト、天枷美夏）

2014年
- スズノネセブン! Portable（代官山すみれ）

2015年
- スーパーロボット大戦BX（栗木容子）

2016年
- マリオ&ソニック AT リオオリンピック（クリーム・ザ・ラビット）

2019年
- マリオ&ソニック AT 東京2020オリンピック（クリーム・ザ・ラビット）※ゲスト出演

2023年
- D.C.III P.S. 〜ダ・カーポIII プラスストーリー〜（江戸川 四季、天枷 美夏）

#### オンラインゲーム
- ai sp@ce（リシアンサス）

### ドラマCD
- お・り・が・み 天の門（りっぷるらっぷる）
- グリーングリーン3 ハローグッバイ CDドラマ「鐘ノ音パーティーピーポー」
- グリーングリーン ドラマCD Vol.5「ガールズミステリー」
- 私立!三十三間堂学院（天持東）
- 涼宮ハルヒの憂鬱 ドラマCD サウンドアラウンド（キョンの妹）
- ムシウタbug ドラマCD（“まいまい”）
- 眠れないCDシリーズ Vol.4「ヤンデレの女の子に死ぬほど愛されて眠れないCDぎゃーーーっ!」（ノノ）

### 吹き替え

#### 映画
- アイドル 欲望の餐宴（カロリーヌ）
- アトミック・ハザード
- ウィットネス・プロテクション 証人保護
- エデンより彼方に（ジャニス）
- 華麗なるギャツビー
- グリーンマイル（フジテレビ版）（ケティ）
- ザ・フラッド
- 沈みゆく女（少女）
- SWEET SIXTEEN（カルム）
- 上海ルージュ（ヤン・チェンチェン）
- スパイダー（ミーガン）※ビデオ版
- 盗撮ドットコム
- ネフュー（レイチェル）
- ワンス・アンド・フォーエバー（セシル）※ビデオ版

#### ドラマ
- チャームド 〜魔女3姉妹〜 (Season6 #115)（マーゴ・スティルマン）

### CD
- らいむいろ戦奇譚 キャラクターCD Vol.4〜福島絹
- 涼宮ハルヒの憂鬱 キャラクターソング Vol.6 キョンの妹
- D.C.II 〜ダ・カーポII〜 キャラクターソング Vol.2/天枷美夏

### ラジオ
- ねぶら バーベナ学園放送部 ぷちっ!（第13回 - 第32回）
- コサキンDEワァオ!（TBSラジオ 番組イベントにも出演）
- ラジオdeT-KY'S!!（インターネットラジオ&ブログ 2008年5月 - 2010年9月）
- まじ☆すか通信（インターネットラジオ&ブログ 2010年10月 - 2012年12月）
- まじ☆すか通信F'（インターネットラジオ&ブログ 2013年1月 - ）

### テレビ番組
- たべごろマンマ!（ピヨマンマの声）
- トキタビ（2024年3月2日、フジテレビ）※太極拳インストラクターとしてゲスト出演

### 実写
- 涼宮ハルヒの激奏

### 舞台
- 天使は瞳を閉じて（おしばい軍団もずくぁんず、2009年2月）

### 映像作品
- らいむいろ戦奇譚 スペシャルDVD 戦士の休息（6月27日、2003年3月開催のイベントを収録）
- らいむいろ戦奇譚 イベントDVD〜Eternal〜（2004年7月23日）

### パチンコ・パチスロ
- CRさくらももこ劇場コジコジ2（コジコジ）

### その他コンテンツ
- 子犬型ペットロボット AIBO ERS-300型 [21][22]